# Chaetocnema truncata
Chaetocnema truncata är en skalbaggsart som beskrevs av R. White 1996. Chaetocnema truncata ingår i släktet Chaetocnema och familjen bladbaggar. Inga underarter finns listade i Catalogue of Life.